# Predsednik Bolgarije
Predsednik Republike Bolgarije je državni poglavar Republike Bolgarije in vrhovni poveljnik bolgarske vojske. Uradna rezidenca predsednika je v Sofiji, v rezidenci Bojana. Trenutni predsednik države je Rumen Radev, ki je na položaju od 22. januarja 2017.
V Bolgariji je predsednikova vloga predvsem simbolna; njegova glavna naloga je biti arbiter sporov med različnimi bolgarskimi institucijami. Ni vodja vlade, prav tako ni štet v izvršno vejo oblasti države. Predsednik je izvoljen za petletni mandat, ki ga je mogoče enkrat ponoviti. Predsednik vsako leto na Silvestrovo nagovori državo na nacionalni televiziji, le nekaj trenutkov pred začetkom novega leta.

## Volitve

### Kandidatura
Da lahko bolgarski državljan kandidira za predsednika Bolgarije, mora izpolnjevati naslednje pogoje:
- biti bolgarski državljan
- star mora biti vsaj 40 let
- do kandidature vsaj pet let živeti v Bolgariji
- izpolniti mora vse pogoje, ki bi bili potrebni za izvolitev za predstavnika v bolgarsko državno skupščino

### Volilni sistem
Predsednika neposredno izvoli bolgarsko ljudstvo na dvokrožnih večinskih volitvah. Če kandidatu v prvem krogu uspe pridobiti več kot 50 % glasov, je ta kandidat izvoljen. Če nobenemu kandidatu v prvem krogu ne uspe pridobiti več kot 50 % glasov, se najuspešnejša kandidata pomerita v drugem krogu pomerita, pri čemer se kandidat, ki je prejel večje število glasov, šteje za izvoljenega.

## Omejitve
Predsedniku je med mandatom prepovedano biti noslec poslanske funkcije, prav tako ne sme prevzeti katere koli druge vladne, javne ali zasebne funkcije. Predsedniku je tudi ustavno prepovedano, da bi bil na položaju zaradi politične stranke. V praksi kljub dejstvu, da je večina kandidatov za predsednika izvoljena s seznama politične stranke in kljub temu, da Ustava predsedniku ne prepoveduje, da bi bil navaden član politične stranke, je v državi splošno pričakovano, da se izvoljeni predsednik odreče vsem pripadnostim političnim strankam in služi kot neodvisen politik.

## Pooblastila in privilegiji
Predsednik Bolgarije ima številne funkcije in pooblastila, ki so urejena v 4. poglavju bolgarske ustave iz leta 1991. Predsednik je na splošnih volitvah izvoljen neposredno za obdobje petih let, mandat pa lahko enkrat tudi ponovi.

### Predsedniška pooblastila
- Možnost podelitve, obnove ali odvzema[b] bolgarskega državljanstva in statusa begunca .
- Imenovanje in razrešitev visokih državnih uradnikov
- Uveljavljati pravico do pomilostitve obsojenih zločincev in odpuščati „neizterljive“ dolgove vladi
- Preimenovanje vasi, mest in predmetov državnega pomena
- Kot vrhovni poveljnik poveljevati bolgarskim oboroženim silam
- Zastopanje Bolgarije doma in v tujini
- Veto za vsak zakon, ki prihaja iz državnega zbora, in sicer na način, da ne podpiše v parlamentu sprejetega zakona.[c]
- Razglasi lahko vojno, vojno stanje ali katero koli drugo izredno stanje (to stori s pomočjo posvetovalnega sveta za nacionalno varnost)
- Odlikovanja

### Imuniteta
Predsednik v času svojega mandata uživa splošno pravno imuniteto in ni odgovoren za nobeno dejanje, storjeno med opravljanjem funkcije, z izjemo veleizdaje ali kršitve bolgarske ustave. Njegove pristojnosti se lahko odvzame le z obtožbo, nobena druga institucija ga ne sme odstraniti. Predsednika ni mogoče pridržati in ne sme biti preganjan.

## Podpredsednik
Predsedniku pri teh nalogah pomaga podpredsednik Bolgarije. Podpredsednik predsednika zamenja v primeru odsotnosti. Šele po predčasnem prenehanju funkcije predsednika, bo podpredsednik prevzel naloge do izvedbe volitev. Ustava predsedniku dovoljuje, da na podpredsednika prenese pooblastila za imenovanje in razrešitev določenih funkcionarjev, pomilostitve in amnestijo, dodeljevanja državljanstva in statusa begunca. Uživa enake privilegije imunitete kot predsednik, prav tako je lahko razrešen pod enakimi pogoji kot predsednik. 

## Prenehanje funkcije
V skladu z ustavo je mandat predsednika končan, če in kadar:
- Predsedniški mandat poteče
- Predsednik odstopi pred ustavnim sodiščem
- Predsednik zaradi hude bolezni trajno ne more opravljati svojih dolžnosti
- Predsednik umre med mandatom
- Je obtožen

### Obtožba
Obtožba se lahko začne le, če je predsednik zagrešil izdajo ali kršil bolgarsko ustavo. Obtožba se začne, potem ko vsaj četrtina poslancev bolgarske skupščine vloži obtožilni akt. Akt mora nato sprejeti dvotretjinska večina izvoljenih poslancev. Če je predlog obtožbe sprejet, se ga posreduje ustavnemu sodišču Bolgarije, ki mora v roku enega meseca odločiti, ali je predsednik kriv za kaznivo dejanje, ki mu ga je očitala skupščina. Če ustavno sodišče ugotovi, da je predsednik v skladu z obtožbenim aktom storil izdajo ali kršil ustavo, potem se šteje, da je predsednik uspešno obtožen in mu je mandat odvzet.

## Nasledstvo bolgarskega predsednika
1. Podpredsednik Bolgarije
2. Predsednik parlamenta
3. Premier Bolgarije

## Seznam predsednikov

### Republika Bolgarija (1990- )
| Predsednik                   | Predsednik                   | Mandat                       | Mandat                       | Mandat                       | Dolžina mandata              | Stranka                      |                              |
| Portret                      | Ime                          | Volitve                      | Začetek                      | Konec                        | Dolžina mandata              | Stranka                      |                              |
| Vodja (predsednik) republike | Vodja (predsednik) republike | Vodja (predsednik) republike | Vodja (predsednik) republike | Vodja (predsednik) republike | Vodja (predsednik) republike | Vodja (predsednik) republike | Vodja (predsednik) republike |
| ---------------------------- | ---------------------------- | ---------------------------- | ---------------------------- | ---------------------------- | ---------------------------- | ---------------------------- | ---------------------------- |
|                              | Zhelyu Zhelev                | —                            | 15. november 1990            | 22. januar 1992              | 1 leto, 68 dni               | UDF                          |                              |
| Predsednik republike         |                              |                              |                              |                              |                              |                              |                              |
|                              | Zhelyu Zhelev                | 1992                         | 22. januar 1992              | 22. januar 1997              | 5 let, 0 dni                 | UDF                          |                              |
|                              | Petar Stoyanov               | 1996                         | 22. januar 1997              | 22. januar 2002              | 5 let, 0 dni                 | UDF                          |                              |
|                              | Georgi Parvanov              | 2001 2006                    | 22. januar 2002              | 22. januar 2012              | 10 let, 0 dni                | BSP                          |                              |
|                              | Rosen Plevneliev             | 2011                         | 22. januar 2012              | 22. januar 2017              | 5 let, 0 dni                 | GERB                         |                              |
|                              | Rumen Radev                  | 2016 2021                    | 22. januar 2017              | poteka                       | 8 let, 55 dni                | neodvisen                    |                              |